# 藤枝伸宇
藤枝 伸宇（ふじえだ のぶゆき 1979年 - ）は、日本の農学者、博士（農学）。

## 概要
滝川高等学校を経て、京都大学農学部生物機能科学科卒業、京都大学大学院農学研究科応用生命科学専攻博士前期課程修了、京都大学大学院農学研究科応用生命科学専攻博士後期課程修了。
中学校と高等学校では生命について学ぶが、本当にそうであるかは大学に入学するまではよく分かっていなかった。大学では生物を習い、電気化学の研究室に配属され、エネルギーと化学現象を深く学ぶようになり、生命反応の異能を理解する。

## 経歴
- 2004年4月 日本学術振興会特別研究員[1]
- 2007年4月 京都大学次世代開拓研究ユニット助教[1]
- 2009年4月 大阪大学大学院工学研究科生命先端工学専攻助教[1]
- 2013年4月 バーゼル大学客員教授[1]
- 2021年4月 大阪府立大学大学院生命環境科学研究科応用生命科学専攻教授[1]
- 2022年4月 大阪公立大学大学院農学研究科生命機能化学専攻教授[1]

## 受賞
- 2013年6月 大阪大学 総長奨励賞[3]
- 2018年8月 大阪府立大学 優秀教職員表彰[3]
- 2019年3月 日本化学会 第33回 若い世代の特別講演証[3]
- 2019年3月 日本農芸化学会 日本農芸化学奨励賞[3]
- 2019年4月 長瀬科学技術振興財団 長瀬研究振興賞[3]
- 2019年8月 大阪府立大学 学長顕彰[3]
- 2020年8月 大阪府立大学 学長顕彰[3]
- 2022年7月 Asian Core Program Lectureship Award[3]